# Medetera albisetosa
Medetera albisetosa är en tvåvingeart som först beskrevs av Octave Parent 1925.  Medetera albisetosa ingår i släktet Medetera och familjen styltflugor. Inga underarter finns listade i Catalogue of Life.